# Jysk Rejsebureau
Jysk Rejsebureau er et dansk rejsebureau, der har hovedkontor i Århus. Det er del af Horizons A/S, som også omfatter Kilroy Travels.
Rejsebureauet åbnede i Århus i 1984 og har i dag ca. 130 ansatte. Jysk Rejsebureau har kontorer i Århus, Aalborg, Herning, København og Kolding.

## Ekstern henvisning
- Officiel hjemmeside
- Horizons A/S i Det Centrale Virksomhedsregister (CVR)

|  | Denne artikel om en virksomhed kan blive bedre, hvis der indsættes et (bedre) billede. Du kan hjælpe ved at afsøge Wikimedia Commons for et passende billede eller lægge et op på Wikimedia Commons med en af de tilladte licenser og indsætte det i artiklen. |